# Колледж Линвуд
Колледж Линвуд (англ. Linwood College), Линвудский колледж — государственная средняя школа с совместным обучением в Линвуде, пригороде Крайстчерча в Новой Зеландии.

## История
В 1954 году была основана Линвудская средняя школа (англ. Linwood High School для удовлетворения потребности растущего населения восточной части Крайстчерча в средних образовательных учреждениях. В 1970-х годах она стала одной из крупнейших школ Новой Зеландии, с численностью учащихся свыше 1600 человек. Однако, ввиду того, что школа была расположена в относительно неблагополучной с социально-экономической точки зрения индустриальной зоне на юго-востоке Крайстчерча, а также в связи с тем, что в школе повышенное внимание уделялось спортивным достижениям учеников, наравне с академической успеваемостью, школа получила репутацию «грубой».
После введения в 1989 году политики Tomorrow’s Schools (с англ. — «Завтрашние школы»), численность учеников школы снизилась с примерно 1500 в 1990 году до 775 в 2000 году. По большей части это снижение численности учеников объяснялось тем, что в школах были смягчены территориальные ограничения для зачисления школьников, и, как следствие, переход детей из богатых семей в более престижные школы.
В 2000 году новый директор школы, Роб Берроуз (англ. Rob Burrough) провёл ребрендинг школы. Она была переименована в колледж, а школьная программа после консультаций со студентами и сообществом была изменена. К 2004 году количество учащихся увеличилось до 1080, а их академические успехи были выше средних по Новой Зеландии. Школьники стали чаще участвовать и в спортивных мероприятиях. Программа обучения исполнительским видам искусства в Линвудском колледже получила общенациональное признание, а курс обучения экстремальным видам спорта Adventure Education был уникальным в Новой Зеландии.
В 2010 году Роб Берроуз подал в отставку, чтобы иметь возможность стать старшим преподавателем в Момбасе (Кения). В мае 2010 года новым директором колледжа стала Маргарет Паити (англ. Margaret Paiti).
В 2012 году, после 33 лет преподавания, колледж покинул Тони Райан (англ. Tony Ryan) — директор музыкального отделения колледжа.
В 2013 году было выдвинуто предложение об образовании на базе колледжа первой в Новой Зеландии политехнической школы, специализирующейся в изучении предметов на стыке науки, техники, инженерии и математики.

### Землетрясения 2010—2011
После землетрясения 2010 года, Линвудский колледж использовался силами гражданской обороны как центр по распределению питьевой воды и продовольствия. Школьный холл, гимнастические залы и некоторые классные комнаты использовались в качестве временного убежища для лиц, вынужденных покинуть свои дома во время землетрясения.
Во время землетрясения в феврале 2011 года в колледже погиб студент 11 года обучения. Здания колледжа получили повреждения в результате землетрясения. На время ремонта студенты были переведены в Кашмирскую среднюю школу. Студенты и преподаватели вернулись в Линвуд в августе 2011 года.

## Персонал
В колледже Линвуд в разные годы преподавали:
- Джон Грэм — член сборной Новой Зеландии по регби.
- Пол Акерли — игрок в хоккей на траве, олимпийский чемпион 1976 года.
- Бренда Роуберри[англ.] — бывший член женской сборной Новой Зеландии по нетболу[англ.].
- Крис Артур[англ.] — бывшей член женской сборной Новой Зеландии по хоккею на траве.

## Известные выпускники
- Энн Боели (англ. Ann Boelee) — преподаватель, член сборной Новой Зеландии по нетболу, выигравшей Чемпионат мира в 1967 году.
- Расс Бун (англ. Russ Boon) — музыкант, писатель, продюсер.
- Марк Блумский — политик, 32-й мэр Веллингтона.
- Керри Берк[англ.] — политик.
- Майк Хоскинг[англ.] — теле-, радиоведущий.
- Эйприл Иеремия[англ.] — бывший член сборной Новой Зеландии по нетболу, телеведущая.
- Родни Лэтем[англ.] — игрок в крикет.
- Фиона Пирс (англ. Fiona Pears) — виолончелистка.
- Scribe[англ.] — рэпер.
- Анна Симчич-Форрест[англ.] — пловчиха, золотой медалист Игр содружества 1990 года.
- Тики Таане[англ.] — певец, автор песен, бывший солист Salmonella Dub[англ.].
- Брент Тодд[англ.] — регбист.